# マペッロ
マペッロ（伊: Mapello  ( 音声ファイル)）は、イタリア共和国ロンバルディア州ベルガモ県にある、人口約6,800人の基礎自治体（コムーネ）。

## 地理

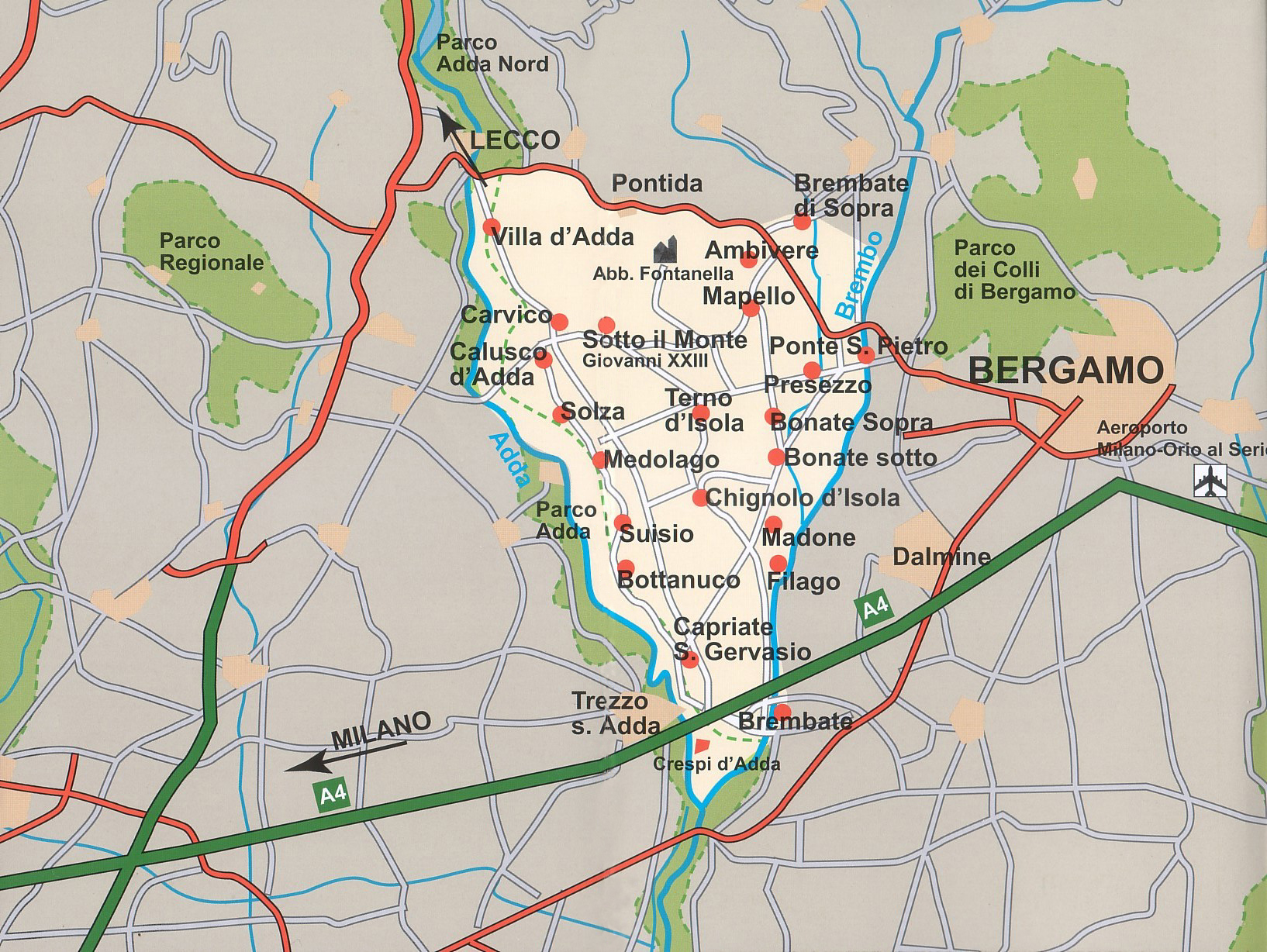
イーゾラ・ベルガマスカ

### 位置・広がり
ベルガモ県西部、イーゾラ・ベルガマスカ地方のコムーネ。県都ベルガモから西へ10km、州都ミラノから北東へ39kmの距離にある。
| 隣接するコムーネは以下の通り。 - アンビーヴェレ - バルザーナ - ボナーテ・ソプラ - ブレンバーテ・ディ・ソプラ - パラッツァーゴ - ポンテ・サン・ピエトロ - プレゼッツォ - ソット・イル・モンテ・ジョヴァンニ・ヴェンティトレージモ - テルノ・ディーゾラ |

### 地震分類
イタリアの地震リスク階級 (it) では、3 に分類される
。

## 行政

### 分離集落
マペッロには、以下の分離集落（フラツィオーネ）がある。
- Baracche, Cabergnino, Carvisi, Piana, Prezzate, Valtrighe, Volpera